# Карл Ернст Адольф фон Гофф
Карл Ернст Адольф фон Гофф (нім. Karl Ernst Adolf von Hoff; 1 листопада 1771, Гота — 24 травня 1837, Гота) — німецький геолог і географ, а також державний діяч.

## Біографія
Народився 1 листопада 1771 в Готі.
З 1785 по 1788 рік відвідував місцеву гімназію. Потім до 1790 року його вивчав юриспруденцію, фізику і природознавство в Єнському університеті, а в 1790—1791 роках навчався в Геттінгенському університеті, де познайомився з Йоганном Фрідріхом Блуменбахом. З 1791 року Гофф перебував на дипломатичній службі у герцога Ернста II Гота-Альтенбургського. На дипломатичній службі ним була написана в двох частинах книга Deutschlandbuch, яка була присвячена державному праву та географії. У 1798 році Карл фон Гофф став членом Мінералогічного товариства в Єні і написав в 1801 році книгу «Magazin für die gesamte Mineralogie und Geologie». У 1808 році він був обраний членом-кореспондентом Баварської академії наук.
У 1813 році Гофф став таємним радником і брав участь разом з Йоганном Вольфгангом Гете в 1817—1820 роках в реорганізації Університету Єни. Після смерті в 1825 році Фрідріха IV, герцога Саксен-Гота-Альтенбургського, померлого без нащадків, Карл фон Гофф прийняв складні правила успадкування його майна і запобіг втраті багатьох наукових і художніх колекцій герцога, прийнявши їх на себе в 1832 році. У 1826 році Гофф був обраний членом Геттінгенської академії наук. З 1829 по 1837 рік він очолював як таємний радник президію Oberkonsistorialpräsidium в Готі. У 1836 році він був обраний дійсним членом Академії наук Леопольдіна.
Помер 24 травня 1837 року в Готі і був похований на міському цвинтарі Alter Gottesacker (нині називається Friedhof I). Його могила була загублена після очищення цвинтаря в 1904 році.
Велика мінералогічна колекція Карла фон Гоффа була подарована в 1818 році Кабінету природознавства в Готі. Його ім'ям названа одна з вулиць міста Гота.